# Hirtella rasa
Hirtella rasa är en tvåhjärtbladig växtart som beskrevs av Paul Carpenter Standley. Hirtella rasa ingår i släktet Hirtella och familjen Chrysobalanaceae. Inga underarter finns listade i Catalogue of Life.